# Палеонтологија
Палеонтологија је наука о развоју живота на Земљи, древних биљака и животиња заснована на фосилима, сведочанствима њиховог постојања сачуваним у стенама. Укључује проучавање фосила тела, трагова, брлога, одбачених делова, копролите, и хемијске остатке. Савремена палеонтологија поставља древни живот у његов контекст, проучавајући како су дугорочне физичке промене глобалне географије („палеогеографија”) и климе („палеоклиматологија”) утицале на еволуцију живота, како су екосистеми реаговали на те промене, и заузврат променили планетарно окружење, и како су ти међусобни одзиви утицали да данашњу биоразноликост. Дакле, палеонтологија се преклапа с геологијом, проучавањем стена и формација стена, па са ботаником, биологијом, зоологијом, и екологијом, дисциплинама које проучавају жива бића и њихову интеракцију. Поленологија је проучавање полена, савременог или фосилног. Главне гране палеонтологије су: палеозоологија (животиње), палеоботаника (биљке), и микропалеонтологија (микрофосили). Постоје многе подгране које се тек развијају. Фосили су већ били познати примитивним људима и понекад су исправно сматрани остацима древних организама. Организовано проучавање палеонтологије потиче из касног 18. века.
Палеонтологија је научно изучавање живота који је постојао у давнини, а понекад обухвата и почетак холоценске епохе (отприлике 11.700 година пре садашњости). То укључује проучавање фосила ради класификације организама и проучавање њихових међусобних интеракција и њиховог окружења (њихове палеоекологије). Палеонтолошка запажања документована су још у 5. веку пре нове ере. Ова наука је формализована у 18. веку као резултат рада Џорџа Кувиера на упоредној анатомији, а брзо се развила у 19. веку. Сам израз потиче од грчких речи παλα ('palaios', „стар, старински”), ὄν ('on', (ген. 'ontos'), „биће, створење”) и λόγος ('logos' „говор, мисао, проучавање”).
Палеонтологија се налази на граници између биологије и геологије, али се разликује од археологије по томе што искључује проучавање анатомски савремених људи. Она сада користи технике извучене из широког спектра наука, укључујући биохемију, математику и инжењерство. Употреба свих ових техника омогућила је палеонтолозима да открију велики део еволуционе историје живота, готово све до времена када је Земља постала способна да подржава живот, пре скоро 4 милијарде година. Како се знање повећавало, палеонтологија је развила специјализоване пододсеке, од којих се неки фокусирају на различите врсте фосилних организама, док други проучавају екологију и историју животне средине, попут древне климе.

## Преглед
Најједноставнија дефиниција „палеонтологије“ је „проучавање древног живота“. Ово поље тражи информације о неколико аспеката прошлих организама: „њиховом идентитету и пореклу, њиховом окружењу и еволуцији и ономе што се може рећи о органској и неорганској прошлости Земље”.

### Историјска наука
Вилијам Вевел (1794–1866) класификовао је палеонтологију као једну од историјских наука, поред археологије, геологије, астрономије, космологије, филологије и саме историје: палеонтологија има за циљ да опише појаве из прошлости и реконструише њихове узроке. Отуда има три главна елемента: опис прошлих појава; развијање опште теорије о узроцима различитих врста промена; и примењивање те теорије на одређене чињенице. Покушавајући да објасне прошлост, палеонтолози и други историјски научници често конструишу скуп једне или више хипотеза о узроцима, а затим траже подржавајуће доказе, који су у снажној сагласности са једном хипотезом над било којом другом. Понекад истраживачи срећном случајношћу током других истраживања открију есенцијалне доказе. На пример, откриће иридијума Луиса и Валтера Алвареза из 1980. године, који је углавном ванземаљски метал, у граничном слоју креда-терцијар учинило је астероидни утицај најпопуларнијим објашњењем кредно-палеогеног догађаја изумирања - иако се расправа наставља о доприносу вулканизма.
За комплементарни приступ развоју научног знања, експерименталне науке, често се каже да функционише тако што спроводи експерименте да оповргне хипотезе о деловању и узроцима природних појава. Овај приступ не може доказати хипотезу, будући да би неки каснији експеримент то могао побити, али акумулација неуспеха у оповргавању често је уверљив доказ у прилог томе. Међутим, када се суоче са потпуно неочекиваним феноменима, попут првих доказа о невидљивом зрачењу, експериментални научници често користе исти приступ као историјски научници: конструишу низ хипотеза о узроцима, а затим траже поткрепљујуће доказе.